# Tupanatinga (kommun)
Tupanatinga är en kommun i Brasilien.   Den ligger i delstaten Pernambuco, i den östra delen av landet, 1 400 km nordost om huvudstaden Brasília. Antalet invånare är 24 254.
Följande samhällen finns i Tupanatinga:
- Serra dos Três Irmãos (en kulle)

Omgivningarna runt Tupanatinga är huvudsakligen savann. Runt Tupanatinga är det ganska glesbefolkat, med 42 invånare per kvadratkilometer.